# 郭川镇
郭川镇，是中华人民共和国甘肃省天水市清水县下辖的一个乡镇级行政单位。
2015年10月9日，甘肃省民政厅批复同意撤销郭川乡，设立郭川镇。

## 行政区划
郭川镇下辖以下地区：
刘窑村、孙山村、平定村、川儿村、吊湾村、黄大村、赵那村、郭川村、郭山村、高湾村、宋川村、田川村、马蹄村、青莲村、韩坪村、石嘴村和挂丹村。